# Bélgica en los Juegos Olímpicos de Múnich 1972
Bélgica estuvo representada en los Juegos Olímpicos de Múnich 1972 por un total de 88 deportistas que compitieron en 14 deportes.  
El portador de la bandera en la ceremonia de apertura fue el atleta Gaston Roelants.

## Medallistas
El equipo olímpico belga obtuvo las siguientes medallas:
| Nombre          | Deporte   | Competición |
| --------------- | --------- | ----------- |
| Oro             |           |             |
| —               |           |             |
| Plata           |           |             |
| Emiel Puttemans | Atletismo | 10000 m M   |
| Karel Lismont   | Atletismo | Maratón M   |
| Bronce          |           |             |
| —               |           |             |